# Regionaal Talentencentrum
Het Regionaal Talentencentrum is een Nederlandse schaatsploeg die jonge talentvolle schaatsers opleidt tot op internationaal hoog niveau. Het RTC valt onder de Koninklijke Nederlandsche Schaatsenrijders Bond als opvolger van Jong Oranje.
Vanaf schaatsseizoen 2015/2016 stuurt Jetske Wiersma de eerste vier RTC's aan onder verantwoordelijkheid van manager Emiel Kluin en sinds 2016/2017 ook de twee nieuwe RTC's.
De zes RTC's zijn Noord, Oost, Midden, Zuid, Zuidwest en Noordwest . Succesvolle schaatsers komen voornamelijk uit Oost met de Bornse Joy Beune, Elisa Dul (Oene) en Sanne in 't Hof (Schalkhaar) op het WK Junioren 2017.